# Klingan (radioprogram)
Klingan är ett musikprogram producerat av Sveriges Radio som började sändas i P2 den 14 januari 1992. Producenten Marie Vesterholm kom med idén att göra ett skarpt, profilerat program, som skulle "spegla dagens mångfald av musik utan att respektera etablerade gränser och genrer". Kortare reportage och intervjuer skulle också få plats. Med tiden kom Klingan att presentera alltmer så kallad världsmusik. Marie Vesterholm, Lisa Ahlberg, Anders Olsén, Kalle Tiderman, Lennart Wretlind och Carin Kjellman har varit programledare. 
År 2002 tilldelades Klingan Stora Radiopriset med motiveringen: "Klingan är ett engagerat, initierat och nyfiket program som lyfter fram musik som sällan eller aldrig hörs i etern. När man väl möter den, är det omöjligt att värja sig."
För tillfället (2018) sänds programmet på lördagar i tretimmars-block och leds av Esmeralda Moberg, samt produceras av Birgitta Sandberg.